# Serida balteata
Serida balteata är en insektsart som beskrevs av William Lucas Distant 1909. Serida balteata ingår i släktet Serida och familjen Lophopidae. Inga underarter finns listade i Catalogue of Life.